# باربرا سورنسن
باربرا سورنسن (بالإنجليزية: Barbara Sorensen)‏ هي فنانة أمريكية، ولدت في 7 فبراير 1945 في راسين في الولايات المتحدة.